# Toxeus septemdentatus
Toxeus septemdentatus es una especie de araña saltarina del género Toxeus, familia Salticidae. Fue descrita científicamente por Strand en 1907.
Habita en China.